# Kapitanov ključ
Kapitanov ključ  je slovenski mladinski roman pisatelja Ivana Sivca. Avtor spremne besede je Marjan Kralj. Roman je izšel leta 2004 pri Založbi Mladinska knjiga. Je osmi izmed devetih Sivčevih mladinskih pustolovskih romanov.

## Vsebina
Roman govori o ladji SS Rex in njenem zakladu, za katerega so številni prepričani, da je še vedno skrit na njej. V knjigi sta predstavljena dva glavna junaka, Bruno Vižintin in njegov vnuk Tim. Zgodba se začne, ko Bruno dobi pismo, da je umrl njegov brat Silvano Vizantini, o katerem ve samo to, da je bil v mladih letih ladijski pisar na Rexu, drugače pa z njim že več kot petdeset let ni imel nobenega stika. Ker želita odkriti, kaj jima je Silvano želel povedati z oporoko, nejasnim pismom, namenjenim Brunu ter čemu služi skrivnostna kemijska formula se odpravita na pustolovščino, ki ju popelje do številnih odkritij o ladji Rex, izvesta pa še zgodbo o življenjski poti Brunovega brata Silvana. Ko na koncu iz razbitin ladje na morskem dnu dvignejo kabino št. 87, ki je služila kot ladijska zakladnica ugotovijo, da je bil zaklad z ladje ukraden že preden se je ta potopila, saj je bila kabina prazna. Bruno in Tim iz podatkov, ki sta jih nabrala tekom raziskovanja ugotovita, kdo je ukradel zaklad, ga obiščeta na domu in po naključju od njega dobita še drugi del kemijske formule. Formulo pokažeta Timovemu profesorju kemije, ki ugotovi, da gre za formulo za novo pogonsko sredstvo – stisnjen vodik s sončnim hlajenjem. Roman se zaključi tako, da Bruna in Tima obišče Šejk Abdul Ahami, ki odkupi formulo, da le-ta ne bi ogrozila prodaje njegove nafte.

## Analiza
V knjigi je predstavljena zgodba o italijanski ladji Rex, potopljeni v slovenskem morju, nekje med Izolo in Koprom. 
Avtor ladjo opiše po podatkih, ki jih je zbral in na svoji spletni strani Arhivirano 2008-07-24 na Wayback Machine. objavil slikar Marjan Kralj, ki je tudi avtor spremne besede.
Naslov romana, Kapitanov ključ v knjigi predstavlja ključ kabine št. 87, torej ladijske zakladnice, ki pripada kapitanu. Ladijski zaklad pa je bila vsebina zakladnice, saj so v njej bogati potniki shranjevali svojo lastnino z večjo vrednostjo.
Sivec v knjigi na tradicionalen način omenja večinoma moške literarne like. Ženski liki imajo le občasno stransko vlogo.

### Literarni liki
Glavna literarna lika sta Bruno Vižintin in njegov vnuk Tim Vižintin. Bruno je gospod, star okoli 60 let, ki po upokojitvi dela kot receptor v izolskem hotelu Marina. Tim pa je ravnokar zaključil sedmi razred osnovne šole in med poletnimi počitnicami dela v izposojevalnici čolnov. 
Glavna lika vseskozi skupaj raziskujeta podatke o ladji Rex in Silvanovem življenju.
Stranski liki pa so: Francesco Pinomare (prvi kapitan ladje Rex), Silvano Vizantini (Brunov brat), Luciano Augusto, Fabio Augusto, Victorio Abruzzo, Valentino Fleming, John Cooper in drugi.

### Dogajalni čas in prostor
Dogajalni čas je večinoma sodobnost, natančneje poletje. Dogajanje pa se prestavi tudi v čas Silvanovega življenja, torej čas od začetka druge svetovne vojne, do njegove smrti leta 2003.
Zgodba se dogaja v Izoli, Kopru, Genovi, New Yorku in Ženevi.